# شهرستان الکسیس، بخش باتلر، نبرسکا
شهرستان الکسیس، بخش باتلر، نبرسکا (به انگلیسی: Alexis Township, Butler County, Nebraska) یک منطقهٔ مسکونی در ایالات متحده آمریکا است که در نبراسکا واقع شده‌است.

## خصوصیات
شهرستان الکسیس ۸۱٫۵۳ کیلومترمربع مساحت و ۶۶۶ نفر جمعیت دارد و ۴۴۵ متر بالاتر از سطح دریا واقع شده‌است.